# Роланд Сандберг
Роланд Сандберг (швед. Roland Sandberg, нар. 16 грудня 1946, Карлскруна) — шведський футболіст, що грав на позиції нападника.
Насамперед відомий виступами за клуби «Отвідабергс ФФ» та «Кайзерслаутерн», а також національну збірну Швеції.

## Клубна кар'єра
У дорослому футболі дебютував 1966 року виступами за команду клубу «Отвідабергс ФФ», в якій провів сім сезонів. Виступаючи за цю команду двічі ставав найкращим бомбардиром сезону в чемпіонаті Швеції.
Своєю грою за цю команду привернув увагу представників тренерського штабу німецького «Кайзерслаутерна», до складу якого приєднався 1973 року. Відіграв за кайзерслаутернський клуб наступні чотири сезони своєї ігрової кар'єри. Більшість часу, проведеного у складі «Кайзерслаутерна», був основним гравцем атакувальної ланки команди. В новому клубі був серед найкращих голеодорів, відзначаючись забитим голом в середньому щонайменше у кожній третій грі чемпіонату.
Протягом 1979—1980 років захищав кольори команди клубу «Кальмар».
Завершив професійну ігрову кар'єру у клубі «Геккен», за команду якого 1981 року провів одну офіційну гру.

## Виступи за збірну
1969 року дебютував в офіційних матчах у складі національної збірної Швеції. Протягом кар'єри у національній команді, яка тривала 8 років, провів у формі головної команди країни 34 матчі, забивши 14 голів.
У складі збірної був учасником чемпіонату світу 1974 року у ФРН.

## Титули і досягнення
- Найкращий бомбардир чемпіонату Швеції (2):

1971, 1972